# 弗拉尼奥·图季曼大桥
弗拉尼奥·图季曼大桥是克罗地亚D8州道和欧洲E65公路跨越杜布罗夫尼克河口的斜拉桥，位处杜布羅夫尼克西北的格鲁兹码头旁。最初的桥梁设计始于1989年，然而建设被克羅埃西亞戰爭打断。其后该桥由萨格勒布大学土木工程学院重新设计。

## 结构
大桥两岸桥台之间长518-（1,699-英尺），桥梁附属结构由桥台、西岸的预应力T型刚构和东岸的锚碇基础组成。
桥梁的斜拉桥部分的支撑结构由复合梁、A形桥塔和斜拉索组成。梁的总跨度为324.7（1,065英尺）。钢筋混凝土桥面大致恒定在25（10英寸）厚。总共设置有38根拉索，包含置于聚乙烯保护套管内的27到61根钢缆。
桥塔从地基顶面计算的高度为141.5（464英尺）。塔内包含变截面箱体。另一个箱梁被置于悬挂结构下方，给悬挂结构提供额外的支撑，也撑牢塔墩自身。拉索被锚固在塔顶。其中一侧塔墩有个特殊的开口，紧邻桥面人行道，为截面内部提供了一个出口，内有阶梯可爬到塔顶的另一个出口，以在必要时对锚具进行更换。
大桥的西半部是一个变截面预应力梁T型刚构。箱梁在桥台处高3.25（10.7英尺）），在刚构桥墩处高8.22（27.0英尺），在悬臂端高3.2（10英尺）。

## 建造
桥梁的建造始于1998年10月。建造工作由Walter Bau AG和Konstruktor执行。建造完成于2002年4月，然后大桥于2002年5月21日正式通车。据报道，2亿5200万克羅埃西亞庫納（约合3100万美元）的造价使弗拉尼奥·图季曼大桥成为克罗地亚最贵的大桥。由于各种各样许可的办理，大桥的落成和通车典礼5次延期。

## 名字
最初，投资方克罗地亚道路有限公司给大桥起名杜布罗夫尼克大桥。然而，未及通车，就出现了关于桥名的争论，例如杜布罗夫尼克市长表示请求将桥名改为弗拉尼奥·图季曼大桥。争论于2002年5月10日升级。在原定通车典礼前一天，当应该显示桥名的交通标志在克羅埃西亞廣播電視上出现时，桥梁的真实名字不确定。大桥的运营商克罗地亚道路有限公司安放的标志说杜布罗夫尼克大桥，但旁边的相似标志却标示着弗拉尼奥·图季曼大桥。桥名後於2004年正式改為弗拉尼奥·图季曼大桥。

## 交通量
克罗地亚州道上的交通量由州道的运营商克罗地亚道路有限公司定期统计并公告。并无单独的弗拉尼奥·图季曼大桥交通量统计，然而克罗地亚道路有限公司运行有一座邻近D8州道和Ž6254县道道口的计数站（在道口的西边），涵盖了一段D8州道。因為弗拉尼奥·图季曼大桥坐落于道口以东仅1,200米（3,900英尺）处，并且D8州道在二者间没有其它道口，统计数据尽管不精确，却也高度指示了通过这座大桥的交通量。
| 道路   | 计数站     | 年平均日交通量 | 平均夏季日交通量 | 备注                      |
| D8州道 | 6601 Zaton | 7,669          | 13,085           | 邻近D8和Ž6254道口（西边） |

## 图集
- 大桥、格鲁兹码头与杜布罗夫尼克市
- 斜拉桥部分、东岸桥台和锚碇
- 邮轮停靠在码头
- 航拍大桥全景与码头